# Live betting
Live betting er en gren af gambling der tilbyder kunden at spille mens en begivenhed udspilles. Når der sker ændringer opdateres oddsene af oddssætterne, umiddelbart efter ændringen.
| Spil | Spire Denne artikel om spil eller lege er en spire som bør udbygges. Du er velkommen til at hjælpe Wikipedia ved at udvide den. |